# Cyrtandra malacophylla
Cyrtandra malacophylla är en tvåhjärtbladig växtart som först beskrevs av C.B. Clarke (pro. sp..  Cyrtandra malacophylla ingår i släktet Cyrtandra och familjen Gesneriaceae. Inga underarter finns listade i Catalogue of Life.